# Mertendorf, Sachsen-Anhalt
Mertendorf är en kommun och ort i Burgenlandkreis i förbundslandet Sachsen-Anhalt i Tyskland.
Kommunen bildades den 1 januari 2010 genom en sammanslagning av de tidigare kommunerna Mertendorf, Löbitz och Görschen i den nya kommunen Mertendorf.
Kommunen ingår i förvaltningsgemenskapen Wethautal tillsammans med kommunerna Meineweh, Molauer Land, Osterfeld, Schönburg, Stößen och Wethau.